# Zlata Bartlová
Zlata Bartlová (nepřechýleně Bartl, 20. února 1920, Dolac u Travniku – 30. července 2008, Koprivnica) byla chorvatská vědkyně a tvůrkyně Vegety.
Po dokončení studia v Sarajevu odešla do Záhřebu, kde studovala přírodní vědy, inženýrství, biotechnologie a společenské vědy.
V roce 1955 získala místo chemického technika v Koprivnici. Zde v roce 1959 připravila Vegetu, která se stala jedním z nejpopulárnějších chorvatských výrobků.